# Мурашниця сизочерева
Мурашниця сизочерева (Grallaria rufocinerea) — вид горобцеподібних птахів родини Grallariidae.

## Поширення
Вид поширений на обох схилах Центральних Анд в Колумбії і на півеочі Еквадору. Його природне середовище проживання — субтропічні або тропічні вологі гірські ліси.

## Опис
Птах завдовжки 16,5 см. Спина, голова і горло червонувато-коричневі; нижня частина сіра, груди і підхвіст темно-сірі. Дзьоб чорний.